# Fred Buscaglione
Fred Buscaglione, de son vrai nom Ferdinando Buscaglione (né le 23 novembre 1921 à Turin et mort le 3 février 1960  à Rome) est un auteur-compositeur-interprète et un acteur italien.

## Biographie
Ferdinando Buscaglione naît à Turin le 23 novembre 1921. Fils d'un peintre en bâtiment et d'une gardienne d'immeuble, à l'âge de 11 ans est inscrit par ses parents au Conservatoire Giuseppe Verdi de Turin. Durant son adolescence, il joue dans les clubs à Turin, chantant du jazz et jouant de la contrebasse et du violon. Pendant la Seconde Guerre mondiale, il est enfermé dans un camp d'internement américain en Sardaigne mais grâce à son talent il rejoint l'orchestre de la radio alliée à Cagliari ce qui lui permet de continuer à faire de la musique et à expérimenter de nouveaux sons et rythmes venant des États-Unis au moment où la plupart des musiques étrangères avaient été officiellement interdites par le régime fasciste italien.
Après la guerre, Buscaglione revient à Turin et reprend son travail de musicien pour plusieurs groupes différents avant de former le sien: Asternovas.
Lors d'une tournée en Suisse en 1949, il rencontre Fatima Robin, une artiste de cirque d'origine marocaine qui deviendra son épouse. Lorsque le couple s'affiche publiquement, on a l'impression qu'il s'inspire des gangsters Clark Gable et Mickey Spillane[pas clair] . Avec son ami Leo Chiosso, Buscaglione a écrit les « hits » qui l'ont rendu célèbre à l'échelle nationale : Che bambola (« Quelle poupée ! ») ; Teresa non sparare (« Thérèse, ne tire pas ! ») ; Eri piccola così (« Tu étais petite comme ça ») ; Guarda che luna (« Regarde cette lune ! ») ; Love in Portofino ; Porfirio Villarosa ; Whisky facile (« Whisky facile »).
Afin d'échapper à la routine des night-clubs et des théâtres, Buscaglione commence à enregistrer ses chansons en 1955. Son premier disque 33 tours, comprenant les chansons Che bambola et Giacomino, est vendu à plus de 1 000 000 exemplaires sans aucune promotion. À la fin des années 1950, Buscaglione était l'un des artistes les plus demandés d'Italie. On pouvait le voir et l'entendre partout : à la radio, au cinéma, à la télévision, dans des films publicitaires.
En pleine gloire, il meurt à l'âge de 38 ans dans un accident de voiture. À l'aube du 3 février 1960, sa Ford Thunderbird rose entre en collision avec un camion à Rome, à proximité de l'ambassade des États-Unis.
En 1981, lorsque le chanteur Pino D'Angiò sort son premier succès Ma quale idea (Quelle Idée), les critiques musicaux le comparent au style de Fred Buscaglione.

## Discographie
78 tours
- 1956 - Che bambola!/Giacomino - Cetra, DC 6421
- 1956 - Niente visone/Porfirio Villarosa - Cetra, DC 6422
- 1956 - Frankie and Johnny/Teresa non sparare - Cetra, DC 6423
- 1956 - Dixieland '53/Io piaccio - Cetra, DC 6446 - AA 839
- 1956 - Silbando mambo/Tango delle capinere - Cetra, DC 6447
- 1956 - Margie/Mister Sandman - Cetra DC 6448
- 1956 - Astermambo/Makin' whoopee - Cetra, DC 6449
- 1956 - Pensa ai fatti tuoi/Le rififi - Cetra, DC 6450
- 1957 - Parlami d'amore Mariù/Il siero di Strokomologoff - Cetra, DC 6754
- 1957 - Five 'o clock rock/Voglio scoprir l'America - Cetra, DC 6755
- 1957 - Supermolleggiata/'A coda 'e cavallo - Cetra, DC 6756
- 1957 - Pericolosissima/Moreto Moreto - Cetra, DC 6757
- 1957 - Rock rights/Whisky facile - Cetra, DC 6758
- 1957 - 5.10.15 hours/Troviamoci domani a Portofino - Cetra, DC 6759
- 1958 - Eri piccola così/Vocca rossa - Cetra, DC 6880
- 1958 - Cocco bello/Vecchio boxeur - Cetra, DC 6881
- 1958 - Fantastica/Non potrai dimenticare - Cetra, DC 6882
- 1958 - Cos'è un bacio/Nel blu, dipinto di blu - Cetra, DC 6883
- 1958 - Dors mon amour/Sei chic - Cetra, DC 6903
- 1958 - Come prima/Giorgio (del Lago Maggiore)* - Cetra, DC 6904
- 1958 - Love in Portofino/Non partir - Cetra, DC 6905
- 1958 - I love you forestiera - Tre volte baciami/Sogno d'estate - Cetra, DC 6906
- 1958 - Colonel Bogey/La trifola - Cetra, DC 6911
- 1958 - Magic moments/Con tutto il cuore - Cetra, DC 6944
- 1958 - Buonasera (signorina)/Let's bop - Cetra, DC 6945
- 1958 - Io/Lo stregone - Witch Doctor - Cetra, DC 6975
- 1958 - Night train rock/Tequila - Cetra, DC 6976
- 1958 - Al chiar di luna porto fortuna/Lontano da te - Cetra, DC 6977
- 1958 - Boccuccia di rosa/Mia cara Venezia - Cetra, DC 6978
- 1958 - Ogni notte così/Non è così - Cetra, DC 6979
- 1958 - Julia/Habana - Cetra, DC 6980
- 1958 - Juke box/Donna di nessuno - Cetra, DC 6981

33 tours
- 1956 Fred Buscaglione & i suoi Asternovas (Cetra, LPA 42)
- 1956 Fred Buscaglione & i suoi Asternovas II (Cetra, LPA 47)
- 1957 Le nuove canzoni di Fred Buscaglione (Cetra, LPA 92)
- 1957 Balliamo con Fred Buscaglione (Cetra, LPA 93)
- 1958 Fred Buscaglione & i suoi Asternovas III (Cetra, LPA 108)
- 1960 16 successi di Fred Buscaglione (Cetra, LPB 35007)
- 1960 Ricordo di Fred (Cetra, LPF 1)

16 tours
- 6 ottobre 1958 Fred Buscaglione & i suoi Asternovas (Cetra, LP16 N. 3)
- 20 maggio 1959 Fred Buscaglione & i suoi Asternovas (Cetra, LP16 N. 5)

45 tours
- 1957 - Che bambola/Giacomino - Cetra, SP 22
- 1957 - Teresa non sparare/Porfirio Villarosa - Cetra, SP 23
- 1957 - Niente visone/Pensa ai fatti tuoi - Cetra, SP 24
- 1957 - Parlami d'amore Mariù/Il siero di Strokomologoff - Cetra, SP 36
- 1957 - Five 'o clock rock/Voglio scoprir l'America - Cetra, SP 37
- 1957 - Supermolleggiata/'a coda 'e cavallo - Cetra, SP 38
- 1957 - Pericolosissima/Moreto Moreto - Cetra, SP 39
- 1957 - Whisky facile/Rock right* - Cetra, SP 40
- 1957 - Troviamoci domani a Portofino/5-10-15 hours* - Cetra, SP 41
- 1957 - Armen's theme/Too marvellous for words* - Cetra, SP 42
- 1957 - Bonsoir jolie madame/La cambiale - Cetra, SP 43
- 1958 - Eri piccola così/Vocca Rossa* - Cetra, SP 141
- 1958 - Cocco bello/Vecchio boxeur - Cetra, SP 142
- 1958 - Fantastica/Non potrai dimenticare - Cetra, SP 143
- 1958 - Nel blu, dipinto di blu/Cos'è un bacio - Cetra, SP 144
- 1958 - Cocco bello/Eri piccola così - Cetra, SP 147
- 1958 - Dors mon amour/Sei chic - Cetra, SP 193
- 1958 - Come prima/Giorgio (del Lago Maggiore) - Cetra, SP 194
- 1958 - Love in Portofino/Non partir - Cetra, SP 195
- 1958 - I love you forestiera - Tre volte baciami*/Sogno d'estate - Cetra, SP 196
- 1958 - Colonel Bogey/La trifola - Cetra, SP 221
- 1958 - Magic moments/Con tutto il cuore - Cetra, SP 272
- 1958 - Buonasera (signorina)/Let's bop - Cetra, SP 273
- 1958 - I love you forestiera - Tre volte baciami*/La trifola - Cetra, SP 292
- 1958 - Io/Lo stregone - Witch doctor - Cetra, SP 294
- 1958 - Night train rock/Tequila - Cetra, SP 295
- 1958 - Al chiar di luna porto fortuna/Lontano da te - Cetra, SP 296
- 1958 - Boccuccia di rosa/Mia cara Venezia - Cetra, SP 297
- 1958 - Ogni notte così/Non è così - Cetra, SP 298
- 1958 - Julia/Habana - Cetra, SP 299
- 1958 - Juke box/Donna di nessuno - Cetra, SP 300
- 1959 - Amare un'altra/La mia piccola pena - Cetra, SP 440
- 1959 - Piove/Strade - Cetra, SP 443
- 1959 - Carina/Senza sogni - Cetra, SP 444
- 1959 - Le rififi/Pensa ai fatti tuoi - Cetra, SP 452
- 1959 - Che notte/Ciao Joe - Cetra, SP 460
- 1959 - Tu non devi farlo più/Piangi - Cetra, SP 494
- 1959 - Guarda che luna/Pity pity - Cetra, SP 495
- 1959 - Señora/Terziglia - Cetra, SP 496
- 1959 - Cha cha cha de los cariñosos/La tazza di tè - Cetra, SP 497
- 1959 - Guarda che luna/Strade - Cetra, SP 517
- 1959 - Siamo gli evasi/Criminalmente bella - Cetra, SP 561
- 1959 - Si son rotti i Platters/Lasciati baciare - Cetra, SP 562
- 1959 - Sei donna/Ricordati di Rimini - Cetra, SP 563
- 1959 - Il moralista/Un piccolo bacio - Cetra, SP 611
- 1959 - Il dritto di Chicago/Una sigaretta - Cetra, SP 644
- 1959 - Sofisticata/Le bambole d'Italia - Cetra, SP 645
- 1959 - Non sei bellissima/Vuoi - Cetra, SP 678
- 1959 - Mi sei rimasta negli occhi/Che bella sei - Cetra, SP 679
- 1959 - A qualcuno piace Fred/Ninna nanna del duro - Cetra, SP 703
- 1960 - Cielo dei bars/Noi duri - Cetra, SP 713
- 1960 - Sgancia e pedala/Tu che ne dici - Cetra, SP 720
- 1960 - Ogni notte così/Whisky facile (con Coro di Voci Bianche) - Cetra, SP 722

## Filmographie
- 1958 : Poveri milionari de Dino Risi
- 1959 : I Ladri de Lucio Fulci
- 1959 : Guardatele ma non toccatele de Mario Mattoli
- 1959 : Noi siamo due evasi de Giorgio Simonelli
- 1959 : Il moralista de Giorgio Bianchi
- 1959 : I ragazzi del juke-box de Lucio Fulci
- 1959 : La duchessa di Santa Lucia (it) de Roberto Bianchi Montero
- 1959 : La cento chilometri de Giulio Petroni
- 1960 : Noi duri de Camillo Mastrocinque
- 1960 : Tu che ne dici? de Silvio Amadio